# Eucharius Rösslin der Jüngere

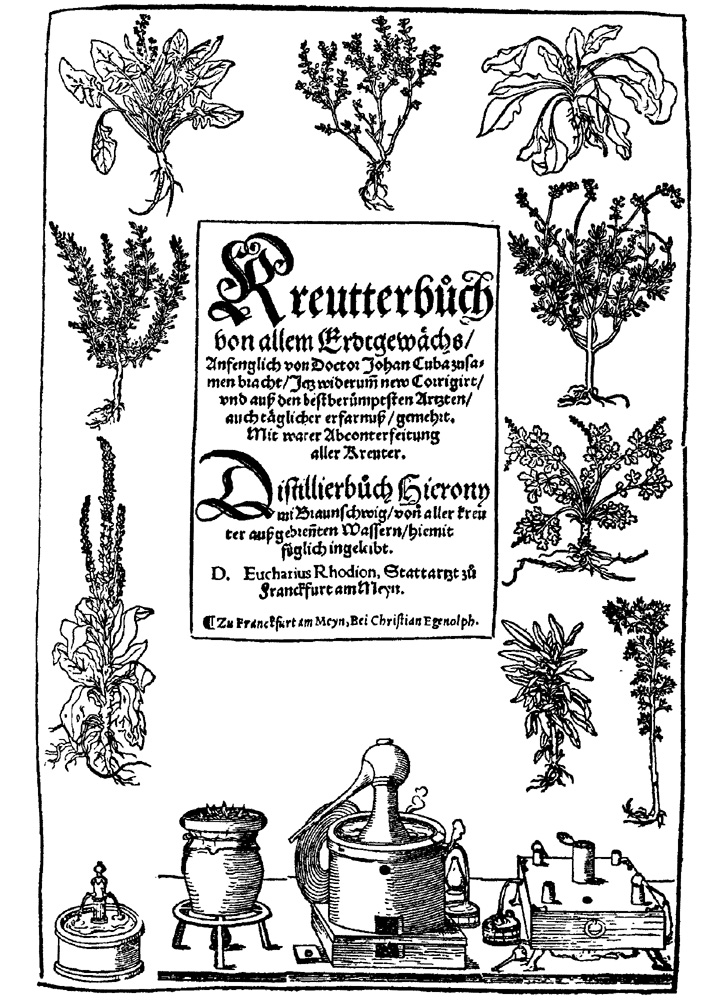
Titelblatt der Erstausgabe Kreutterbůch von allem Erdtgewächs... von 1533

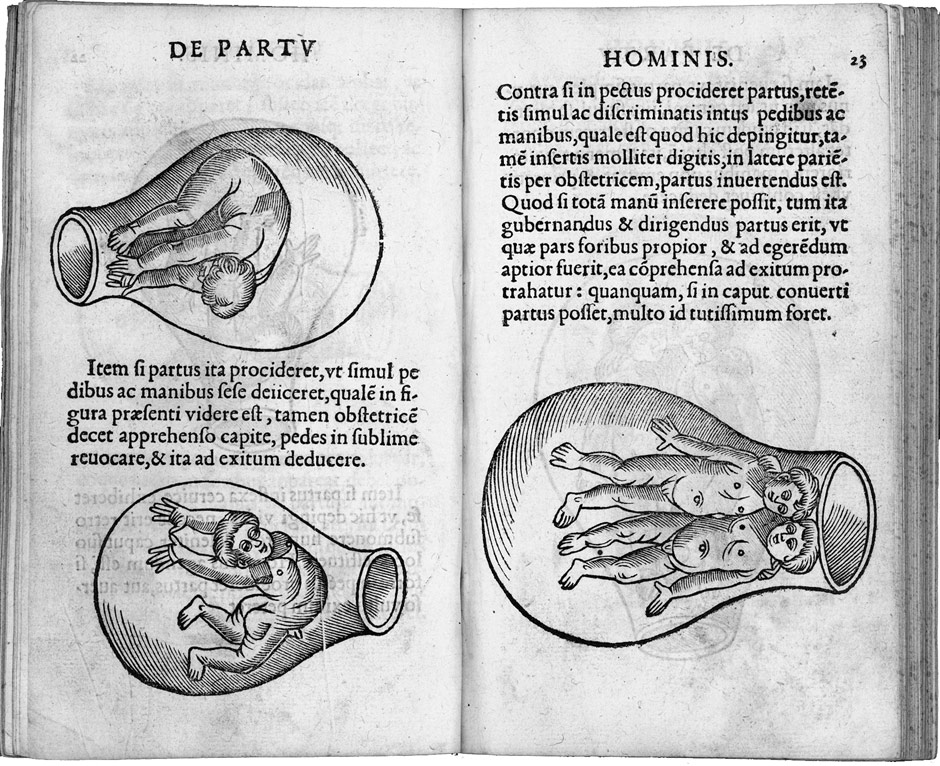
Doppelseite aus De partu hominis

Eucharius Rösslin der Jüngere, auch Eucharius Rhodion oder Eucharius Rößlin (* um 1500; † 1547 in Frankfurt am Main), war ein deutscher Arzt.

## Leben und Wirken
Eucharius Rösslin der Jüngere war der Sohn von Eucharius Rösslin dem Älteren und Nachfolger seines Vaters im Amt des Frankfurter Stadtarztes. Rösslin der Jüngere studierte an den Universitäten Freiburg (1511), Köln (1516) und Leipzig (1518). Er übertrug das populäre Hebammenbuch seines Vaters Der schwangeren Frawen und Hebammen Rosengarten unter dem Titel De partu hominis ins Lateinische. Die 1632 erschienene Ausgabe wurde zur Grundlage von Übersetzungen ins Französische, Niederländische und Englische und wurde häufig wiederaufgelegt.
Das 1533 von Christian Egenolff verlegte Kräuterbuch Kreutterbuch von allem Erdtgewächs war eine Bearbeitung des Gart der Gesundheit (1485) von Johann Wonnecke von Kaub und des Kleinen Destillierbuchs von Hieronymus Brunschwig (1500). Es enthielt auch Abschnitte über Mineralien.

## Schriften (Auswahl)
- De partu hominis, et quae circa ipsum accidunt. Christian Egenolff, Frankfurt am Main 1532 (Digitalisat).
- Kreutterbuch von allem Erdtgewächs. Christian Egenolff, Frankfurt am Main 1533 (Digitalisat); 1535 (Digitalisat); 1546 (Digitalisat)
- Kalender mit allen Astronomischen haltungen. Christian Egenolff, Frankfurt am Main 1533 (Digitalisat).

## Nachweise